# 米勒龙河畔阿扬
米勒龙河畔阿扬（法語：Aillant-sur-Milleron，法語發音：[ajɑ̃ syʁ milʁɔ̃]）是法国卢瓦雷省的一个市镇，位于该省东部，属于蒙塔日区。

## 地理
米勒龙河畔阿扬（47°47'34"N, 2°55'47"E）面积26.93 平方千米，位于法国中央-卢瓦尔河谷大区卢瓦雷省，该省份为法国中北部省份，北起埃松省，西北接厄尔-卢瓦省，西南接卢瓦-谢尔省，南至涅夫勒省和谢尔省，东临约讷省，东北接塞纳-马恩省。
与米勒龙河畔阿扬接壤的市镇（或旧市镇、城区）包括：阿韦龙河畔圣莫里斯、尚瑟夫赖、勒沙尔姆、沙蒂永科利尼、卢万河畔达马里、罗尼-莱塞特埃克吕斯。

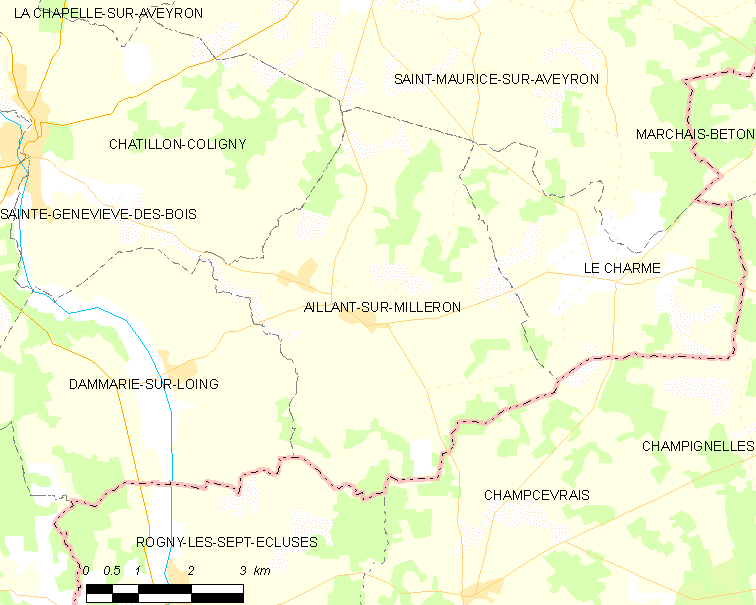
米勒龙河畔阿扬的OSM定位图

米勒龙河畔阿扬的时区为UTC+01:00、UTC+02:00（夏令时）。

## 行政
米勒龙河畔阿扬的邮政编码为45230，INSEE市镇编码为45002。

## 政治
米勒龙河畔阿扬所属的省级选区为洛里斯县。

## 人口

1962-2008年间米勒龙河畔阿扬人口变化图示

米勒龙河畔阿扬于2022年1月1日时的人口数量为374人。